# Színházi adattár
A Színházi adattár az Országos Színháztörténeti Múzeum és Intézet (OSZMI) által létrehozott digitális színháztörténeti adatbázisok gyűjteménye.

## Az adatbázis felépítése
Az adatbázis a következő kategóriákat tartalmazza (a lekérdezés dátuma 2017. július 18.):
- Előadások (36 836, kétéves változás 2636 tétel)
- Felvételek (1320, 504 tétel)
- Fényképek (30 149, 2462 tétel)
- Cikkek (43 785, 22 423 tétel)

## Fontosabb információk az adatbázisból
A legtöbb bemutatóval rendelkező művészek, művek.
Színészek, színész-rendezők
A lekérdezés dátuma 2017. július 18.
- Mikó István – 269 (színész: 196, rendező: 48; szerző: 13; dalszöveg: 5; zeneszerző: 3; koreográfus, díszlettervező, jelmeztervező, dramaturg: 1-1)
- Iglódi István – 255 (színész: 75, rendező: 177; szerző: 3)
- Jordán Tamás – 254 (színész: 193, rendező: 54; szerző: 7)
- Kátay Endre – 240
- Bodrogi Gyula – 240 (színész: 176, rendező: 49, szerző: 11, koreográfus:4)
- Molnár Piroska – 236 (színész: 231, rendező: 5)
- Major Tamás – 233 (színész: 110, rendező: 123)
- Tóth Béla – 223[Mj. 1]
- Hollósi Frigyes – 221
- Király Levente – 218
- Simor Ottó – 218
- Bezerédi Zoltán – 214 (színész: 169, rendező: 35, szerző: 4, koreográfus: 5; dramaturg: 1)
- Tordy Géza – 206 (színész: 141, rendező: 62, dramaturg: 2; szerző: 1)
- Agárdy Gábor – 201 (színész: 40+159, rendező: 2)
- Vallai (Valcz) Péter – 201[Mj. 2]
- Csikos Sándor – 201 (színész: 194, rendező: 7)
- Rácz Tibor – 197
- Fehér Tibor – 196 (194, 2)
- Kóti Árpád – 196
- Szilágyi Tibor – 196 (színész: 161, rendező: 34, szerző: 1)
- Sárközy Zoltán – 194 (színész: 187+5, rendező: 2)
- Vári Éva – 192
- Faludy László – 189 (színész: 117+72)
- Szoboszlai Sándor – 188 (színész: 50+138)
- Kun Vilmos – 185
- Tándor Lajos – 185

Rendezők
A lekérdezés dátuma 2015. szeptember 21.
- Valló Péter – 230+114 díszletterv
- Csiszár Imre – 191+84 díszlettervező, +11 jelmezterv+3 színész
- Békés András – 187
- Ruszt József – 181
- Horváth Zoltán – 173
- Kazimir Károly – 157+7
- Seregi László – 163
- Sík Ferenc – 160
- Mikó András – 154
- Sándor János – 138
- Horvai István – 137
- Szirtes Tamás – 134
- Babarczy László – 130
- Szinetár Miklós – 128
- Kerényi Imre – 125

Díszlettervezők
A lekérdezés dátuma 2015. szeptember 23.
- Székely László – 486+5 jelmezterv
- Varga Mátyás – 459+4 jelmezterv
- Csányi Árpád – 434+19 jelmezterv
- Fehér Miklós – 424+3 jelmezterv
- Menczel Róbert – 413+7 jelmezterv
- Szlávik István – 317+13 jelmezterv
- Rajkai György – 299(i)+16(y)+85(i)+2(y) jelmezterv
- Csinády István – 287
- Vata Emil – 269+12 jelmezterv
- Wegenast Róbert – 251+18 jelmezterv
- Csikós Attila – 252+17 jelmezterv
- Csík György – 235+195 jelmezterv
- Sándor Lajos – 226+11 jelmezterv
- Gyarmathy Ágnes – 223+342 jelmezterv
- Suki Antal – 219+6 jelmezterv
- Vogel Eric – 206+210 jelmezterv
- Ütő Endre – 205+2 jelmezterv
- Makai Péter – 204+81 jelmezterv
- Forray Gábor – 175(y)+25(i) +6(y)+1(i) jelmezterv

Jelmeztervezők
A lekérdezés dátuma 2015. szeptember 23.
- Szakács Györgyi – 458+1 díszletterv
- Vágó Nelly – 423+9
- Márk Tivadar – 402
- Kemenes Fanni – 321(y)+63(i)+1 díszletterv
- Schäffer Judit – 379
- Gyarmathy Ágnes – 342+223 díszletterv (a legtöbb regisztrált bemutatóval rendelkező művész)
- Gombár Judit – 229+47 díszletterv
- Benedek Mari – 221+5
- Nagyajtay Teréz – (218(y)+4(i))+1 díszletterv
- Vogel Erik – 209+205 díszletterv
- Csík György – 195+235 jelmezterv

Magyar szerzők
A lekérdezés dátuma 2015. szeptember 21.
- Molnár Ferenc – 433
- Szigligeti Ede – 337
- Móricz Zsigmond – 202
- Heltai Jenő – 179
- Örkény István – 144
- Szép Ernő – 131
- Madách Imre – 121
- Tamási Áron – 112
- Tabi László – 102
- Németh László – 95
- Gyárfás Miklós – 95
- Hubay Miklós – 97
- Karinthy Ferenc – 93
- Görgey Gábor – 90
- Spiró György – 90
- Bródy Sándor – 81
- Karinthy Frigyes – 78
- Kellér Dezső – 76
- Weöres Sándor – 75
- Szakonyi Károly – 70
- Egressy Zoltán – 66
- Füst Milán – 62
- Csurka István – 61
- Sütő András – 61

Külföldi szerzők
- William Shakespeare – 934+174
- Molière – 417+13
- Csehov – 291+31
- Bertolt Brecht – 215+12
- Schiller – 158
- Ibsen – 141
- Arthur Miller – 126

Műfordítók
A lekérdezés dátuma 2013. december 6.
- Blum Tamás – 260
- Vas István – 234
- Ungvári Tamás – 205
- Elbert János – 159
- Arany János – 156
- Vajda Miklós – 125
- Fischer Sándor – 122

Magyar darabok
- Bánk bán – 124
- Az ember tragédiája – 92
- Csárdáskirálynő – 89
- Liliomfi – 89
- Marica grófnő – 67
- Néma levente – 53

Külföldi darabok
- Hamlet – 117
- Koldusopera (Háromgarasos opera) – 62
- Három nővér – 46

A legsokoldalúbb művészek
A lekérdezés dátuma 2013. december 6.
- Dőry Virág – regisztrált bemutatóinak száma: 221. Ebből: színész 65, jelmeztervező 145, díszlettervező 11
- Verebes István – regisztrált bemutatóinak száma: 214. Ebből: színész 67, rendező 103, szerző 32, dalszövegíró 9, műfordító 3